# Cooperconcha centralis
Cooperconcha centralis är en snäckart som beskrevs av Alan Solem 1992. Cooperconcha centralis ingår i släktet Cooperconcha och familjen Camaenidae. IUCN kategoriserar arten globalt som nära hotad. Inga underarter finns listade i Catalogue of Life.